# Gian Galeazzo Serbelloni
Gian Galeazzo Serbelloni est un noble et un homme politique italien, né à Milan le 6 juillet 1744, et mort dans la même ville le 7 mars 1802 .

## Biographie
Gian Galeazzo Serbelloni est le fils de Gabrio Serbelloni, 3e duc de San Gabrio et de la duchesse Maria Vittoria Ottoboni. Il appartenait à une famille noble et riche. Il portait les titres de comte de Castiglione Lodigiano, Grand d'Espagne, duc de San Gabrio, feudataire de Romagnano, marquis d'Incisa, coseigneur de Castelnuovo Belbo, feudataire de Gorgonzola, de Camporicco et de Cassina de' Pecchi. Il a eu comme précepteur le poète milanais Giuseppe Parini.
Il a été surintendant général de la milice urbaine de Milan à partir de 1776. Quand Napoléon Bonaparte est entré en Italie avec l'armée d'Italie et occupé la Lombardie il s'est rallié avec enthousiasme aux idées républicaines et a abandonné ses titres de noblesse. 
Il a fait partie de la première municipalité démocratique de Milan constituée le 21 mai 1796. Un mois plus tard, il est à Paris avec Fedele Sopransi et Niccoli pour plaider auprès du Directoire la cause de la liberté lombarde (« les votes de la nation lombarde pour la liberté »). Il retourne ensuite à Milan avec Joséphine de Beauharnais qui a logé dans son palais. Il a participé à la fondation de la République cisalpine et a fait partie du premier Directoire exécutif à partir du 29 juin 1797 et en a assumé la présidence. Il a démissionné de son poste le 20 novembre suivant pour prendre le poste d'ambassadeur de la République cisalpine à Paris.
Après son retour d'Égypte, Bonaparte devient Premier consul après le coup d'État du 18 Brumaire (9 novembre 1799). Serbelloni écrit le 25 brumaire à Vertemate Franchi, président du Directoire cisalpin : « Bonaparte est consul et j'en espère le plus grand bien pour notre République. Je sais que nous en aurons notre indépendance de fait, indépendance qui était perdue à mon départ d'Italie et qui a été opprimée de différentes manières et en différents temps par les soi-disant patriotes français qui ont proposé diverses mesures, toujours à l'avantage de leurs bourses, depuis le mois de ventôse de l'an VI jusqu'à présent ». Le 3 frimaire an VIII (24 novembre 1799) Vertemate Franchi, réfugié à Chambéry, charge son ambassadeur Serbelloni d'adresser ses félicitations aux Consuls.
Il revient avec Napoléon Bonaparte pendant la campagne d'Italie. Il est de retour à Milan après la victoire de Marengo pour mettre de l'ordre dans ses biens qui avaient été saisis pendant l'occupation de la ville à partir du 29 avril par les troupes austro-russes de la deuxième coalition. Il participe à la rédaction d'une nouvelle constitution pour la République cisalpine. Il est nommé membre de la Consulte d'État, conseil législatif comprenant dix membres, puis il a été renvoyé à Paris en mission avec Antonio Aldini.
Il est intervenu à la Consulte de Lyon, réunion extraordinaire qui a eu lieu du 11 au 26 janvier 1802. Peu après il a été élu membre du conseil d'État. Il est tombé gravement malade dès son retour en Lombardie et meurt le 7 mars 1802.